# のんふぃく!
のんふぃく！は、日本の女性アイドルグループ。imaginate所属。同社所属のアイドルグループにより構成される「HEROINES」の一員でもある。ヒロインズリーグは2024年6月現在1部。愛称は「のんふぃく」。

## 概要
キャッチコピーは「貴方の愛した私はノンフィクションですか？」。

imaginateに所属するグループと共にアイドルユニット「HEROINES」を構成している。大規模なフェスにおいては、真白里帆の出身母体である同じHEROINESのアキシブproject、恋星はるかが兼任しているGILTY × GILTY、およびこるねのi-COLにおける相方あいすが兼任しているiLiFE!と同一歩調を取ることが多く、2024年5月からは、iLiFE!候補生とも同一歩調を取る。
初期メンバーの5人は過去にアイドル活動の経験があり、恋星はるかはmonogatari、真白里帆はアキシブproject、水瀬ぴあのはFES☆TIVE、永月十華はZOC、藤城なみはCoverGirlsにそれぞれ所属し活動していた。
加入メンバーの海まりんはNMB48、澪織にいなはお掃除ユニット東京CLEAR'S、香月あむは恋星はるかと同じくmonogatariの元メンバーである。
2021年4月に「Non￢Fiction」（ノンフィクション）として結成。同年9月に「のんふぃく！」へ改名した。
AKINO LEEの愛弟子である。

## 略歴

### 2021年
- 4月6日 - 11日、公式Twitterにてメンバー5人を発表。
- 4月19日、公式YouTubeチャンネルにて『Honey Up RUSH!!』のDance Practice Videoを初動画として公開。
- 5月1日、シングル『レイトショー』のサブスク配信を開始。
- 5月5日、デビューLIVE『First edition』をTSUTAYA O-EASTにて無観客配信で開催[3]。
- 5月14日、Zepp Tokyoにて開催された「HEROINES FES」に出演。初の有観客でのライブ出演となった。
- 5月20日、公式YouTubeチャンネルにて初のLIVE MV『Palette』を公開。
- 6月5日、i-COLデビューLIVE「i￢LAND」に夜光性アミューズと共に出演。
- 6月13日、公式YouTubeサブチャンネル「のんふぃくTV」を開設[4]。7月30日には「のんふぃくTV」のTwitterアカウントを開設した[5]。
- 6月29日 - 7月1日、ミクチャにて48時間配信を実施。
- 7月5日、初の主催LIVE「ficfes」を新宿BLAZEにて開催。
- 7月23日、ミニアルバム『ミラクルダンスを踊りたい』のサブスク配信を開始。

- 8月1日、公式YouTubeチャンネルにて初のMV『ミラクルダンスを踊りたい』を公開。
- 9月3日、天使にはなれないデビューLIVEに出演。
- 9月12日、水瀬ぴあの生誕祭「PIF」をduo MUSIC EXCHANGEにて開催。（当初は8月13日に新宿BLAZEにて開催予定だったが、一部メンバーの新型コロナウイルス陽性により延期となった。）
- 9月22日、公式Twitterにてグループ名改名を発表[6]。
- 9月29日、グループ名を「Non￢Fiction」から「のんふぃく!」に改名。
- 10月1日、永月十華生誕祭「誕生日おめでとうか！」をSHIBUYA DIVEにて開催。
- 10月15日、恋星はるか生誕祭「はるちゃんのお誕生日会」を新宿BLAZEにて開催。
- 12月6日、公式Twitterにて4ヶ月連続ワンマンライブの開催を発表。
- 12月26日、はくらりほ生誕祭「真っ白な夢物語」を恵比寿ザ・ガーデンルームにて開催。
- 12月31日、HEROINESカウントダウンライブのお年玉企画にて、現金5万円を獲得。

### 2022年
- 1月2日、公式Twitterにて4ヶ月連続ワンマンライブのタイトル「FICTIONAL WORLD ～嘘にまみれたこの世界でこの愛だけは真実だ～」を発表。
- 1月7日、藤城なみ生誕祭「Sweet Devil magic..♥」をSHIBUYA DIVEにて開催。
- 2月5日、4ヶ月連続ワンマンライブ初日を新宿BLAZEにて開催。
- 3月5日、4ヶ月連続ワンマンライブ2日目を新宿BLAZEにて開催。
- 3月29日、初のオンライン特典会「のんふぃく！オンライン特典会」を開催。
- 4月1日、公式Twitterにて妹グループ「のんふぃくちょん！」の結成を発表。
- 4月2日、公式Twitterにて「のんふぃくちょん！」の解散を発表。
- 4月5日、4ヶ月連続ワンマンライブ3日目を新宿BLAZEにて開催。
- 5月5日、4ヶ月連続ワンマンライブ最終日としてデビュー1周年記念ワンマンライブ「1st Anniversary Live『FICTIONAL WORLD ～嘘にまみれたこの世界でこの愛だけは真実だ～』」をSpotify O-EASTにて開催。
- 7月30日、公式Twitterにてワンマンライブ「NONFICTION SEA STORY」を8月13日に神田スクエアホールにて開催することを発表。
- 8月1日、「第一回！のんふぃく！プロデュース公演」を恵比寿CreAtoにて開催。
- 8月9日、公式Twitterにて新メンバーとして海まりんの加入を発表[7]。
- 8月12日、公式Twitterにて翌日のワンマンライブを台風の影響により9月11日に延期することを発表。
- 8月14日、CLUB CITTA'にて開催された「HEROINES SUMMER FES」に海まりん加入後のメンバー6人による新体制で初出演。新曲『ストラテジー』を初披露。
- 8月20日、水瀬ぴあの生誕祭「Piano Idol Festival 2022」をduo MUSIC EXCHANGEにて開催。
- 9月11日、ワンマンライブ「NONFICTION SEA STORY」を神田スクエアホールにて開催。デビュー2周年記念ワンマンライブを翌年5月5日にSpotify O-EASTにて開催することを発表。
- 9月27日、主催LIVE「ficfes vol.2」をVeats Shibuyaにて開催。
- 10月2日、永月十華生誕祭「とうかおめでとうか2022」をSHIBUYA DIVEにて開催。
- 10月15日、恋星はるか生誕祭「はるちゃんのお誕生日会2022」をVeats Shibuyaにて開催。12～19時の間、恋星はるか生誕祭のアドトラックが渋谷スクランブル交差点周辺を走行した。
- 11月5日、「のんふぃく！秋祭り」をアッセンブリーホールにて開催。ライブは行わず、浴衣チェキ会をメインとした異例のイベントであった。
- 11月12日、公式Twitterにて新メンバーとしてこるねの加入を発表[8]。
- 11月13日、CLUB CITTA'にて開催された「HEROINES FES Vol.6」にこるね加入後のメンバー7人による新体制で初出演。新曲『てっぺんコード』を初披露。
- 11月26日、「のんふぃく！会議～ファンネームを決めようの会～」をSHIBUYA DIVEにて開催。公式Twitterにて事前募集した案を元に、ファンネームが「ふぃくみん！」に決定した。
- 12月13日、真白里帆生誕祭「ましろりほ生誕祭2022」をVeats Shibuyaにて開催。
- 12月19日、ミクチャの生放送番組「@JAM THE WORLD」に真白里帆、藤城なみ、海まりんが出演。大阪・名古屋での初単独公演を翌年1月14日にバナナホール、1月28日に新栄シャングリラにて開催することを発表。
- 12月31日、HEROINESカウントダウンライブのお年玉企画にて、ディズニーチケットを獲得。

### 2023年
- 1月14日、大阪での初単独公演「新体制ご挨拶回り2023 大阪編」をバナナホールにて開催。
- 1月20日、藤城なみ生誕祭「Namiel Birthday Party ～Anges et Démon～」を東京キネマ倶楽部にて開催。グループ初のクラウドファンディングによる生誕祭開催となった。
- 1月28日、名古屋での初単独公演「新体制ご挨拶回り2023 名古屋編」を新栄シャングリラにて開催。
- 1月31日、海まりん生誕祭「Marin Birthday Live AQUARIUM」をVeats Shibuyaにて開催。
- 2月20日、「ZUTTOMOTTO DEBUT 4MAN LIVE」にiLiFE!、天使にはなれないと共に出演。
- 3月3日、主催LIVE「ふぃくふぇす！2023」をVeats Shibuyaにて開催。
- 4月24日、こるね生誕祭「colne birthday live 2023 わんわんこるねのものがたり」をSpotify O-WESTにて開催。
- 5月5日、デビュー2周年記念ワンマンライブ「2nd Anniversary Live『FICTIONAL WORLD 2023 ～嘘にまみれたこの世界でこの愛だけは真実だ～』」をSpotify O-EASTにて開催。新曲『ツヨカワ』、『全人類あいうぉんちゅー！』を初披露。5大都市ツアーの開催、1st Singleの全国リリース決定を発表。
- 5月20日、アルバム『Non￢Fiction』のサブスク配信を開始。
- 6月2日、主催LIVE「ふぃくふぇす！ vol.4」を新宿BLAZEにて開催。
- 8月5日、TOKYO IDOL FESTIVAL 2023に初出演し、グループ初となる夏曲『GiveME☆Summer』をDREAM STAGEにて初披露。
- 8月10日、水瀬ぴあの生誕祭「PIF2023」をVeats Shibuyaにて開催。
- 8月13日、公式Twitterにて5大都市ツアーのタイトル「FICTIONAL ROAD」を発表。
- 8月29日、CLUB CITTA'にて開催された「HEROINES FES vol.8 -SUMMER SPECIAL-」にて新曲『ちゅきらぶ！』を初披露。
- 8月30日、1st Single『ちゅきらぶ！』の初回リリースイベントを開催。
- 9月11日、主催LIVE「ふぃくふぇす！ vol.5」をVeats Shibuyaにて開催。
- 9月29日、5大都市ツアー「FICTIONAL ROAD」福岡公演をBEAT STATIONにて開催。
- 10月3日、5大都市ツアー「FICTIONAL ROAD」名古屋公演を名古屋ReNY limitedにて開催。
- 10月10日、5大都市ツアー「FICTIONAL ROAD」大阪公演をBIGCATにて開催。
- 10月15日、5大都市ツアー「FICTIONAL ROAD」札幌公演をPENNY LANE 24にて開催。
- 10月19日、永月十華生誕祭「永月十華生誕祭2023」をVeats Shibuyaにて開催。
- 10月26日、恋星はるか生誕祭「はるちゃんのお誕生日会2023」をVeats Shibuyaにて開催。
- 11月6日、5大都市ツアーファイナル「FICTIONAL ROAD」東京公演をLIQUIDROOMにて開催。新曲『ぷろふぃ～る』を初披露。デビュー3周年記念ワンマンライブを翌年5月13日にZepp DiverCityにて開催することを発表。
- 11月21日、1st Single『ちゅきらぶ！』を全国リリース。オリコンデイリーシングルランキング（11月20日付）にて1位を獲得。
- 11月27日、アルバム『ちゅきらぶ！』のサブスク配信を開始。
- 12月3日、1st Single『ちゅきらぶ！』の最終リリースイベントを開催。
- 12月16日、主催LIVE「ふぃくふぇす！ vol.6」をVeats Shibuyaにて開催。
- 12月18日、真白里帆生誕祭「ましろりほ生誕祭2023」をVeats Shibuyaにて開催。
- 12月26日、藤城なみ生誕祭「Namiel Birth Day live 2023 -become a black-」をVeats Shibuyaにて開催。

### 2024年
- 1月12日、海まりん生誕祭「Marin Birthday Live AQUARIUM vol.2」をVeats Shibuyaにて開催。
- 1月14日、主催LIVE「ふぃくふぇす！ vol.7」をVeats Shibuyaにて開催。
- 2月9日、主催LIVE「ふぃくふぇす！ vol.8」をVeats Shibuyaにて開催。
- 2月14日、公式YouTubeサブチャンネル「のんふぃくTV」にて2年6ヶ月半ぶりに動画投稿を再開。
- 2月19日、公式YouTubeチャンネルにて『プラトニックチョロイン』のMVが100万回再生を突破。同チャンネルでの動画として初の100万回再生突破となった。
- 3月6日、主催LIVE「ふぃくふぇす！ vol.9」をVeats Shibuyaにて開催。
- 4月20日、公式YouTubeチャンネルにて海まりんソロ楽曲『プレイフルアグレッション』のMVを公開。生誕祭クラウドファンディングによる「生誕オリジナル楽曲MV制作」の目標達成報酬として制作され、のんふぃく！所属メンバー初のソロ楽曲MVとなった。
- 4月21日、こるね生誕祭「わんわんこるねとドッグラン2024【2部 のんふぃく！編】」をVeats Shibuyaにて開催。
- 5月5日、「HEROINES FES」動員および観客投票で3位となり、6月から始まるヒロインズリーグでは1部に所属。
- 5月13日、デビュー3周年記念ワンマンライブ「3rd Anniversary Live『FICTIONAL WORLD 2024 ～嘘にまみれたこの世界でこの愛だけは真実だ～』」をZepp DiverCityにて開催。新曲『キミノヒーロー』を初披露。ワンマンライブを翌年1月5日にTOKYO DOME CITY HALLにて開催することを発表。
- 5月19日、公式XにてKiSS KiSSとの2マンツアー「FiCKiSS!」の開催並びに日程を発表。
- 8月9日、水瀬ぴあの生誕祭「かわいさ！カンスト！ぴーちゃん完全攻略♡」をVeats Shibuyaにて開催。
- 8月29日、公式X並びに藤城なみのXにて藤城なみのグループ卒業を発表。翌年1月24日に神田スクエアホールにて開催される生誕祭及び卒業公演をもって卒業予定。
- 8月30日、のんふぃく！×KiSS KiSS 2MANTOUR「FiCKiSS!」東京公演をSpotify O-WESTにて開催。
- 9月1日、のんふぃく！×KiSS KiSS 2MANTOUR「FiCKiSS!」札幌公演をSPiCE SAPPOROにて開催。
- 9月7日、のんふぃく！×KiSS KiSS 2MANTOUR「FiCKiSS!」仙台公演をRensaにて開催。
- 9月8日、のんふぃく！×KiSS KiSS 2MANTOUR「FiCKiSS!」大阪公演をESAKA MUSEにて開催。
- 9月15日、のんふぃく！×KiSS KiSS 2MANTOUR「FiCKiSS!」名古屋公演をSPADE BOXにて開催。
- 10月13日、のんふぃく！×KiSS KiSS 2MANTOUR「FiCKiSS!」福岡公演を福岡 BEAT STATIONにて開催。
- 10月27日、のんふぃく！×KiSS KiSS 2MANTOUR「FiCKiSS!」東京公演をSpotify O-EASTにて開催。

## メンバー
| 名前                     | 愛称       | 担当カラー | 生年月日（年齢）       | 血液型 | 出身地     | 身長    | 備考                                                                               |
| ------------------------ | ---------- | ---------- | ---------------------- | ------ | ---------- | ------- | ---------------------------------------------------------------------------------- |
| 恋星はるか このせ はるか | はるちゃん | ピンク     | 2001年10月7日（23歳）  | B型    | 沖縄県     | 148cm   | GILTY×GILTYとの兼任 元monogatari 旧芸名・倉澤遥                                    |
| 真白里帆 ましろ りほ     | りったん   | 白色       | 1999年12月20日（25歳） | A型    | 東京都     | 155cm   | 2022年8月6日、白桜里帆から改名 元アキシブproject                                   |
| 水瀬ぴあの みなせ ぴあの | ぴーちゃん | 水色       | 1996年8月10日（28歳）  | AB型   | フィリピン | 160cm   | 澪織にいなの加入に伴い担当カラーが青色から水色へ変更 元FES☆TIVE 旧芸名・白石ぴあの |
| 永月十華 ながつき とうか | とうか     | 黄色       | 2001年10月1日（23歳）  | B型    | 北海道     | 153cm   | 元ZOC 旧芸名・葵時フィン                                                           |
| 海まりん あくあ まりん   | まりん     | 緑色       | 1999年12月29日（25歳） | O型    | 北海道     | 156.5cm | 2022年8月加入 元NMB48 旧芸名/本名・菖蒲まりん                                      |
| こるね                   | こるね     | 赤色       | 2002年4月23日（23歳）  | O型    | 神奈川県   | 158cm   | 2022年11月加入 i-COL、BLK LiLiYとの兼任                                            |
| 澪織にいな みおり にいな | にいな     | 青色       | 2008年3月2日（17歳）   | 不明   | ‐          | ‐       | 2025年6月加入 元お掃除ユニット東京CLEAR'S 旧芸名・KAORI（加藤香織）                |
| 香月あむ こうづき あむ   | あむちゃん | 紫色       | 2001年1月30日（24歳）  | O型    | 埼玉県     | 158cm   | 2025年6月加入 元monogatari 旧芸名・香山あむ                                        |

### 旧メンバー
| 名前                   | 愛称     | 担当カラー | 生年月日（年齢）       | 血液型 | 出身地 | 身長  | 活動期間               | 備考                                    |
| ---------------------- | -------- | ---------- | ---------------------- | ------ | ------ | ----- | ---------------------- | --------------------------------------- |
| 藤城なみ ふじしろ なみ | なみえる | 紫色       | 1999年12月27日（25歳） | AB型   | 愛知県 | 152cm | 結成時 - 2025年1月24日 | リーダー BLK LiLiYとの兼任 元CoverGirls |

## 作品

### シングル
| 枚 | リリース日     | タイトル     | 収録曲                                                                              | 販売形態 | 規格品番   | 形態              |
| -- | -------------- | ------------ | ----------------------------------------------------------------------------------- | -------- | ---------- | ----------------- |
| 1  | 2023年11月21日 | ちゅきらぶ！ | 1. ちゅきらぶ！ 2. ぷろふぃ～る 3. 全人類あいうぉんちゅー 4. プラトニックチョロイン | CD       | QARF-51038 | Type-A            |
| 1  | 2023年11月21日 | ちゅきらぶ！ | 1. ちゅきらぶ！ 2. ぷろふぃ～る 3. ビリビリラブゲーム 4. ふゅーちゃーちゅぅな～！   | CD       | QARF-51039 | Type-B/はるかver. |
| 1  | 2023年11月21日 | ちゅきらぶ！ | 1. ちゅきらぶ！ 2. ぷろふぃ～る 3. おんりーびーと！ 4. Day by day                   | CD       | QARF-51040 | Type-C/ぴあのver. |
| 1  | 2023年11月21日 | ちゅきらぶ！ | 1. ちゅきらぶ！ 2. ぷろふぃ～る 3. ツヨカワ 4. 一方通行ステップアップ               | CD       | QARF-51041 | Type-D/里帆ver.   |
| 1  | 2023年11月21日 | ちゅきらぶ！ | 1. ちゅきらぶ！ 2. ぷろふぃ～る 3. NonFiction 4. Palette                            | CD       | QARF-51042 | Type-E/なみver.   |
| 1  | 2023年11月21日 | ちゅきらぶ！ | 1. ちゅきらぶ！ 2. ぷろふぃ～る 3. 禁制ヒロインサバイバル 4. てっぺんコード         | CD       | QARF-51043 | Type-F/とうかver. |
| 1  | 2023年11月21日 | ちゅきらぶ！ | 1. ちゅきらぶ！ 2. ぷろふぃ～る 3. ストラテジー 4. 年中無休エンジョイ宣言           | CD       | QARF-51044 | Type-G/まりんver. |
| 1  | 2023年11月21日 | ちゅきらぶ！ | 1. ちゅきらぶ！ 2. ぷろふぃ～る 3. GiveME☆Summer 4. Honey Up Rush!!                 | CD       | QARF-51045 | Type-H/こるねver. |

### 配信シングル
1. レイトショー（2021年5月1日）
  1. レイトショー
  2. レイトショー(Instrumental)
2. I LOVE YOU=NONFICTION（2024年6月7日）
  1. I LOVE YOU=NONFICTION

### 配信ミニアルバム
1. ミラクルダンスを踊りたい（2021年7月23日）
  1. ミラクルダンスを踊りたい
  2. Honey Up RUSH!!
  3. ふゅーちゃーちゅーな～
  4. Palette

### 配信アルバム
1. Non￢Fiction（2023年5月20日）
  1. ビリビリラブゲーム
  2. ミラクルダンスを踊りたい
  3. てっぺんコード
  4. 禁制ヒロインサバイバル
  5. Honey Up Rush!!
  6. レイトショー
  7. 奇跡的 無敵 キラメキ ランデブー
  8. Day by day
2. ちゅきらぶ！（2023年11月27日）
  1. ちゅきらぶ！
  2. ぷろふぃ～る
  3. 全人類あいうぉんちゅー
  4. プラトニックチョロイン
  5. ビリビリラブゲーム
  6. ふゅーちゃーちゅぅな～！
  7. おんりーびーと！
  8. Day by day
  9. ツヨカワ
  10. 一方通行ステップアップ
  11. NonFiction
  12. Palette
  13. 禁制ヒロインサバイバル
  14. てっぺんコード
  15. ストラテジー
  16. 年中無休エンジョイ宣言
  17. GiveME☆Summer
  18. Honey Up Rush!!

### オリジナル曲
五十音順
結成 -
- 一方通行→ステップアップ！
  - 振付：いどみん
- おんりーびーと！
- 奇跡的無敵キラメキランデヴー
- 禁制ヒロインサバイバル
  - 振付：ゲッツ
- Day by day
- トキメキGetCrazy
  - 振付：槙田紗子[9]
- 年中無休エンジョイ宣言！
  - 振付：ゲッツ
- NonFiction
- ハイスピードラブ
  - 振付：てぃんみく
- Honey Up RUSH!!
- パラレルワルツ
  - 振付：槙田紗子
- Palette
- PiPiPiPiPoPaPi
- ビリビリLOVEゲーム
- ふゅーちゃーちゅぅな～！
  - 振付：いどみん
- プラトニックチョロイン
- ぷろろ～ぐ
  - 振付：いどみん
- ミラクルダンスを踊りたい
  - 振付：いどみん
- レイトショー
  - 振付：てぃんみく

海まりん加入後 -
- ストラテジー
  - 振付：AzPlus

こるね加入後 -
- I LOVE YOU=NONFICTION
- GiveME☆Summer
  - 振付：いどみん
- キミノヒーロー
- すきすきだいすき
  - 振付：いどみん
- 絶対優勝！おぎゃりマスター
- 全人類あいうぉんちゅー！
  - 振付：AzPlus
- ちゅきらぶ！
- ツヨカワ
  - 振付：いどみん
- てっぺんコード
  - 振付：AzPlus
- ひっぱれ大団円
- ぷろふぃ〜る
- らぶげっちゅ
- ルンルンパーティー日常